# Fixfokus-Objektiv

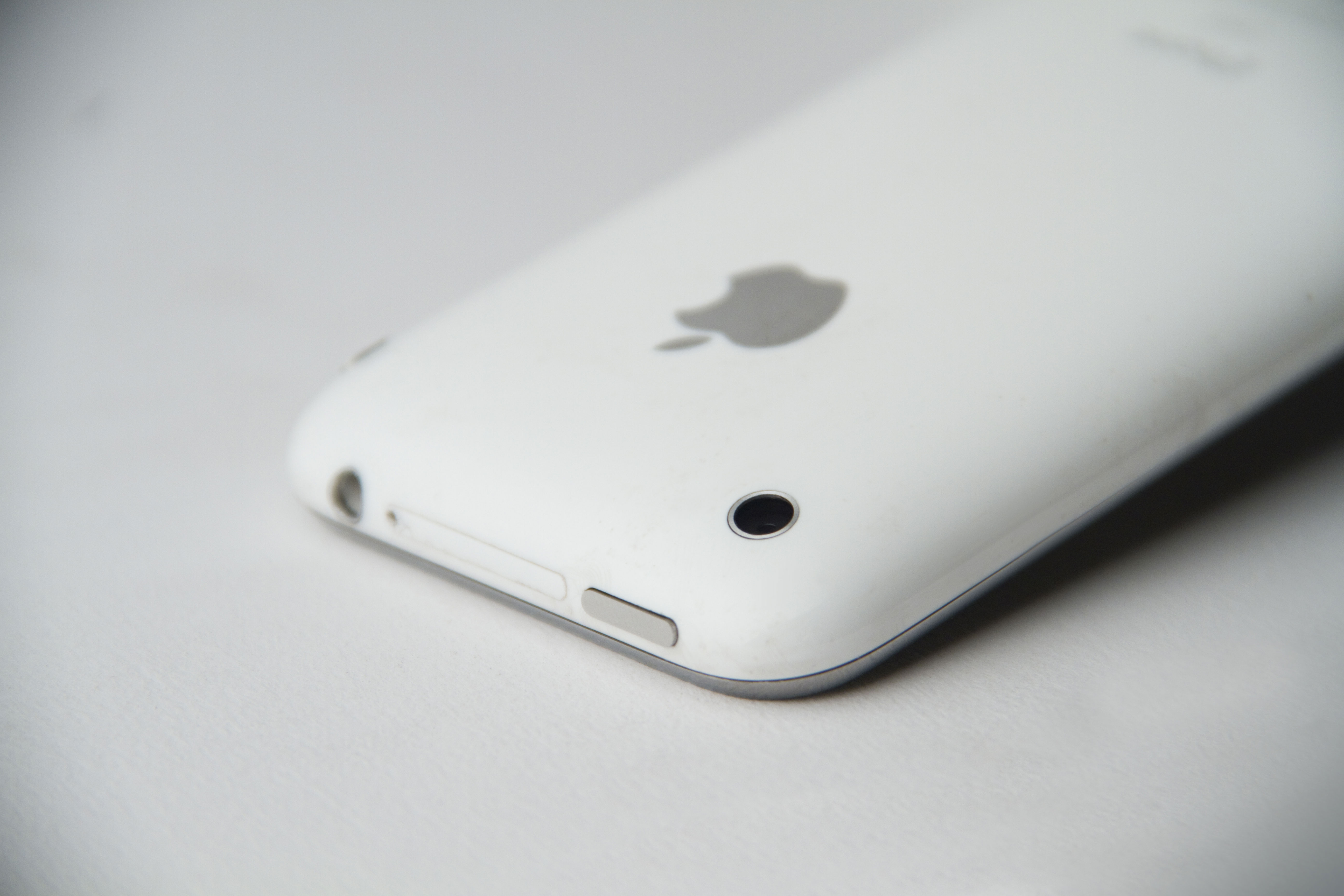
Beispiel eines Fixfocus Objektivs: Kamera des iPhone 3G

Fixfokus-Objektive sind Objektive mit fixierter, unveränderlicher Entfernungseinstellung.

## Grundidee
Objektive bilden genau genommen nur Objekte in einer Ebene scharf ab, allerdings kann man eine gewisse Unschärfe akzeptieren, so dass sich in der Praxis ein Schärfebereich, die Schärfentiefe ergibt. Bei einer Kleinbildkamera toleriert man beispielsweise Unschärfekreise bis zu 1/30 mm. Die Schärfentiefe ist von der Brennweite und dem Blendenwert abhängig, je kürzer die Brennweite und je höher der Blendenwert ist, desto größer ist die Schärfentiefe. Dies kann man für eine sogenannte Schnappschuss-Einstellung ausnutzen. Blendet man beispielsweise ein Objektiv mit 50 mm Brennweite auf 8 ab und stellt die Entfernung auf 6 m, dann ist der Bereich von 3 m bis unendlich scharf abgebildet. So lassen sich bewegte Objekte schnell fotografieren, ohne vom Scharfstellen aufgehalten zu werden.

## Fixfokus
Die Idee der Schnappschuss-Einstellung lässt sich bei einfachen Kameras nutzen, um auf eine Entfernungseinstellung gänzlich zu verzichten. Bedingung sind lichtschwache Objektive, womit sich ein Bereich von etwa 2,5 m an erfassen lässt. Dieses Verfahren kam bereits bei den Boxkameras zum Einsatz. Idealerweise unterstützt man das Vorhaben mit einem leichten Weitwinkelobjektiv. 
Die Grenze bei der Lichtstärke, bis zu der Fixfokus-Objektive realisiert werden können, hängt vom Filmformat ab. Bei Boxkameras liegt sie um f/11, bei Kleinbildkameras um f/9,5 und bei 8-mm-Schmalfilmkameras um f/2,8.

## Verwendung bei CCD-Sensoren
CCD-Sensoren kommen einem Fixfokus besonders entgegen, da sie ein extrem kleines Bildformat aufweisen. Daraus resultieren sehr kurze Brennweiten, diese wiederum haben eine große Schärfentiefe zur Folge. So lassen sich einfache Webcams problemlos mit einem Fixfokusobjektiv ausstatten. Sollen sie allerdings bis in den Makrobereich vordringen, lässt sich auch hier eine Fokussierung (ein Autofokussystem) nicht umgehen.

### Action Cams
Action Cams, etwa von GoPro, Sony, Rollei haben zumindest weit überwiegend Fixfokus-Objektive bei typisch 120°–170° Bildfeld.
siehe auch: Wechselobjektiv, Superfokus